# Trudpert Müller

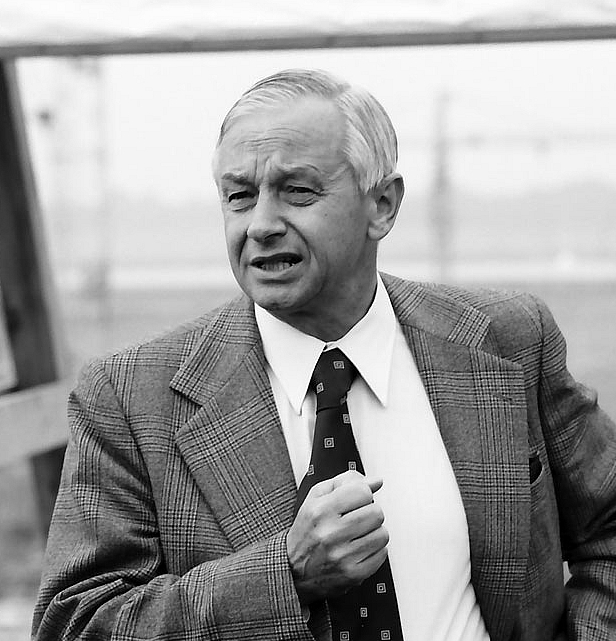
Trudpert Müller (1975)

Trudpert Müller (* 16. Dezember 1920 in Karlsruhe; † 1. August 1991 ebenda) war ein deutscher Jurist und Politiker (CDU).
Müller studierte Rechtswissenschaft. An der Albert-Ludwigs-Universität Freiburg promovierte er 1951 mit der Schrift Der Rücktritt der Regierung und die Rechtsstellung der Regierung nach der Rücktrittserklärung: eine vergleichende Betrachtung parlamentarischer Verfassungen.
Als am 11. April 1958 der Kehler Bürgermeister Ernst Marcello (erneut) suspendiert wurde, übernahm Müller die Stellvertretung. Von 1960 bis 1974 war Müller sodann selbst Bürgermeister von Kehl. 1975 bis 1985 war er Regierungspräsident im Regierungsbezirk Karlsruhe.
Nebenamtlich war er von 1973 bis 1982 stellvertretendes Mitglied (mit Befähigung zum Richteramt) am Staatsgerichtshof für das Land Baden-Württemberg.
Von 1986 bis 1991 fungierte er als Präsident der neu gegründeten Führungsakademie Baden-Württemberg.
1986 wurde Müller mit dem Großen Verdienstkreuz ausgezeichnet.

## Publikationen
- Der Rücktritt der Regierung und die Rechtsstellung der Regierung nach der Rücktrittserklärung : eine vergleichende Betrachtung parlamentarischer Verfassungen, Diss., Freiburg i. Br., 1951;
- Die Landkreisordnung für Baden-Württemberg 1. Aufl. 1955 bis 5. Aufl. 1984;
- Die grosse Kreisstadt Bühl: Teil 12: Grenzüberschreitende Planung zwischen Frankreich und Deutschland, 1976.